# Matilla de Arzón (kommunhuvudort)
Matilla de Arzón är en kommunhuvudort i Spanien.   Den ligger i provinsen Provincia de Zamora och regionen Kastilien och Leon, i den nordvästra delen av landet, 250 km nordväst om huvudstaden Madrid. Matilla de Arzón ligger 738 meter över havet och antalet invånare är 243.
Terrängen runt Matilla de Arzón är platt. Runt Matilla de Arzón är det glesbefolkat, med 13 invånare per kvadratkilometer. Närmaste större samhälle är Benavente, 11,8 km söder om Matilla de Arzón. Trakten runt Matilla de Arzón består till största delen av jordbruksmark.